# École nationale des chartes
École nationale des chartes je elitna francoska univerzitetna izobraževalna ustanova (tkim. grand établissement) za arhiviste in blibliotekarje. Sedež ima v Parizu.
Šola je bila ustanovljena 22. februarja 1821 za izobraževanje arhivistov in knjižničarjev. Razvila se je v vodilno ustanovo za preučevanje in poučevanje pomožnih zgodovinskih znanosti.